# Hohenwarth (Gemeinde Karlstein)
Hohenwarth ist eine Ortschaft und eine Katastralgemeinde der Gemeinde Karlstein an der Thaya im Bezirk Waidhofen an der Thaya in Niederösterreich.

## Siedlungsentwicklung
Zum Jahreswechsel 1979/1980 befanden sich in der Katastralgemeinde Hohenwarth insgesamt 45 Bauflächen mit 17.479 m² und 60 Gärten auf 23.003 m², 1989/1990 gab es 45 Bauflächen. 1999/2000 war die Zahl der Bauflächen auf 194 angewachsen und 2009/2010 bestanden 94 Gebäude auf 183 Bauflächen.

## Geschichte
Laut Adressbuch von Österreich waren im Jahr 1938 in Hohenwarth ein Gastwirt, ein Gemischtwarenhändler, ein Schmied, ein Trafikant und einige Landwirte ansässig.

## Bodennutzung
Die Katastralgemeinde ist landwirtschaftlich geprägt. 214 Hektar wurden zum Jahreswechsel 1979/1980 landwirtschaftlich genutzt und 123 Hektar waren forstwirtschaftlich geführte Waldflächen. 1999/2000 wurde auf 210 Hektar Landwirtschaft betrieben und 125 Hektar waren als forstwirtschaftlich genutzte Flächen ausgewiesen. Ende 2018 waren 204 Hektar als landwirtschaftliche Flächen genutzt und Forstwirtschaft wurde auf 122 Hektar betrieben. Die durchschnittliche Bodenklimazahl von Hohenwarth beträgt 31,3 (Stand 2010).